# Église Saint-Aubin de Val-de-Mercy
L'église de Val-de-Mercy est une église située à Val-de-Mercy, dans le département de l'Yonne, en France.

## Historique
L'édifice est inscrit au titre des monuments historiques en 1929.